# 惠农县
惠农县是中国大陆已经撤销的一个建制县。现为宁夏回族自治区石嘴山市各区。
石嘴山市本为宁夏省惠农县，五十年代后撤销老惠农县设立石嘴山市。
1987年6月，撤销石嘴山市郊区，设立惠农县，驻马家湾镇。
2003年12月31日，再次撤销石嘴山市惠农县和石嘴山区，设立石嘴山市惠农区，以原惠农县和石嘴山区的行政区域为惠农区的行政区域。 